# Mundys
Mundys S.p.A., precedentemente Atlantia S.p.A., già Autostrade S.p.A., è una società italiana attiva nel settore delle infrastrutture autostradali, aeroportuali e dei servizi legati alla mobilità.
Il gruppo ha in concessione autostrade a pedaggio in 11 paesi, per un totale di 8.900 km, principalmente attraverso la controllata Abertis. Gestisce 5 aeroporti, tra cui Fiumicino e Ciampino in Italia e lo scalo di Nizza Costa Azzurra in Francia, per un totale di circa 60 milioni di passeggeri in transito all'anno. È inoltre attiva nel settore dei servizi alla mobilità, principalmente attraverso la controllata Telepass.
Nasce nel 1950 come Società Autostrade Concessioni e Costruzioni S.p.A., società di proprietà pubblica facente capo all'IRI, poi privatizzata nel 1999 e facente capo al gruppo Edizione. Nel 2003 prende il nome di Autostrade S.p.A., per diventare poi Atlantia nel 2007.
In seguito al crollo del Ponte Morandi nel 2018, nel maggio 2022 ha ceduto il controllo di Autostrade per l'Italia (sua controllata per la gestione delle concessioni italiane) a una cordata guidata da Cassa Depositi e Prestiti.
È stata quotata nell'indice FTSE MIB della Borsa Italiana dal 1987 fino al 9 dicembre 2022, giorno di avvenuto delisting in seguito ad un OPA da parte di una cordata di azionisti, guidati dalla stessa Edizione. Il 15 marzo 2023 Mundys diventa il nome ufficiale.

## Storia

### Le origini (1950-2000)
Nel 1950 fu costituita dall'IRI la Società Autostrade Concessioni e Costruzioni S.p.A., per partecipare alla ricostruzione post bellica dell'Italia insieme ad altri gruppi industriali.
Nel 1956 fu firmata la prima Convenzione tra Anas e la Società Autostrade, che prevedeva che la Società Autostrade co-finanziasse assieme ad Anas la costruzione e la gestione dell'Autostrada del Sole Milano - Napoli, poi inaugurata nel 1964.

#### Prima evoluzione del Gruppo
Nel 1982 in seguito all'aggregazione di più società concessionarie autostradali viene costituito il gruppo Autostrade Concessioni e Costruzioni S.p.A., sempre facente capo all'IRI.
Il 1987 è l'anno in cui la società viene quotata presso la Borsa Italiana, nel listino Mib30. Il Gruppo IRI mantiene l'86% del capitale sociale, con il restante 14% collocato in borsa.
Nel 1990 Autostrade introduce il Telepass, il primo sistema al mondo su larga scala per il pagamento dinamico del pedaggio. 
A partire dal 1992 il gruppo partecipa al primo progetto di autostrada a pedaggio nel Regno Unito, la M6 Toll di Birmingham, che entrerà in esercizio nel 2003. Nel 1995 la Società realizza la prima autostrada a pedaggio finanziata con risorse private negli Stati Uniti d'America, la Dulles Greenway, in Virginia.
Ancora sotto il controllo pubblico, nel 1997 viene firmata la nuova Convenzione tra Anas S.p.A. e Autostrade S.p.A., che prevede l'estensione della concessione italiana dal 2018 al 2038.

### La privatizzazione (2000-2007)
Il processo di privatizzazione è stato perfezionato nel marzo del 2000, come parte della privatizzazione del gruppo IRI. 
In lizza c'erano la Schemaventotto S.p.A. (cordata guidata da Edizione al 60%, Fondazione CRT con il 13,33%, Abertis con il 12,83%, Assicurazioni Generali e Unicredito Italiano entrambe al 6,67% e Brisa International SGPS S.A. con lo 0,50%) ed un secondo raggruppamento trainato dalla banca d'affari australiana Macquarie che però si ritirò all'ultimo.
Al Gruppo IRI, che era l'azionista di riferimento subentra quindi, con il 30% del capitale, Schema28, che versa all'IRI 5.050 miliardi di lire. Il restante 56% del pacchetto azionario allora posseduto dall'IRI viene destinato al mercato borsistico attraverso un'offerta pubblica di vendita che ha permesso di ricavare altri 8.750 miliardi di lire, per un incasso complessivo per l'IRI di 13.800 miliardi di lire.
Nel 2002 Autostrade vince una gara internazionale indetta dal governo austriaco per creare un sistema di telepedaggio elettronico non-stop per i mezzi pesanti. Il sistema, completato ed attivato nel 2004, è gestito dalla società Europass.

#### Il "Progetto Mediterraneo"
Gli azionisti di Schema28 sul finire dell'anno 2002 annunciarono la volontà di consolidare la propria quota di possesso della società, nell'ambito del "Progetto Mediterraneo" finalizzato alla crescita di un operatore autostradale paneuropeo.
Autostrade fu così oggetto di OPA totalitaria da parte di NewCo28 (controllata di Schema28) nel gennaio 2003, tramite un'operazione di leveraged buyout. La liquidità necessaria per l'acquisizione fu reperita da NewCo28 facendo largamente ricorso al sistema creditizio, che a seguito dell'OPA (tenutasi tra il 20 gennaio e 21 febbraio 2003) arrivò a detenere il 52,25% di Autostrade S.p.A. (81,95% se si considerano anche le azioni già detenute da Schema28).
L'esborso per il solo acquisto delle azioni fu pari a 6,46 miliardi di euro. Sempre nel 2003 ha poi avuto luogo la fusione per incorporazione della società in NewCo28, che ha poi assunto la denominazione di Autostrade S.p.A. (e assunto i debiti contratti da NewCo28 per l'operazione).
Al termine dell'operazione, Schema28 è arrivata a detenere il 62,15% di Autostrade S.p.A., quota poi subito ridotta al 52,15% per coprire i restanti costi dell'operazione. Contestualmente, Brisa esce dalla compagine azionaria di Schema28, cedendo il suo 0,50% ad Abertis.

#### Sviluppo e progetto di fusione con Abertis
Per dar via all'internazionalizzazione del gruppo Autostrade, e con l'intento di separare le attività inerenti alle concessioni autostradali italiane dal resto delle attività, il 1 luglio 2003 viene creata Autostrade per l'Italia S.p.A. (ASPI), controllata al 100% da Autostrade S.p.A, che conferisce alla nuova società tutte le concessioni, dipendenti e partecipazioni inerenti alla gestione della sua rete autostradale in Italia.
A partire dal 2005, inizia un processo di diversificazione geografica con l'acquisizione della gestione di circa 2.000 km di autostrade a pedaggio in Brasile, Cile, India e Polonia.
Nell'aprile 2006, Autostrade e Abertis (già azionista di Schema28) firmano un accordo per una fusione paritetica delle due società, volta a creare il più grande gestore autostradale europeo. L'accordo prevedeva che la nuova società avesse una governance condivisa, la sede legale a Barcellona con sede secondaria a Roma, e fosse quotata alle Borse di Milano e Madrid. L'operazione prevedeva un premio per gli azionisti Autostrade pari al 9% (incluso dividendo straordinario). Al termine della fusione, Schema28 sarebbe rimasto l'azionista di riferimento (ma perdendo il controllo) con il 24,9%.
La fusione viene approvata dalle assemblee straordinarie delle due società il 30 giugno 2006. Tuttavia, l'operazione verrà contrastata dal governo Prodi, che lamenterà in particolare lo spostamento della sede all'estero, la perdita di controllo da parte dell'azionista italiano (Edizione) e la presenza nell'azionariato del costruttore ACS di Florentino Pérez, che avrebbe avuto il 12,5%. Il 4 agosto, attraverso ANAS, il governo italiano ufficializza la bocciatura dell'operazione, in virtù dei poteri concessi allo Stato sulle società concessionarie.
Dopo una serie di contestazioni legali per dirimere la questione, inclusa una possibile causa allo Stato italiano per danni economici, il 13 dicembre 2006 le due società ufficializzano la rinuncia al progetto di fusione.

### In seguito come Atlantia (2007-2018)

Logo di Atlantia

Il 4 maggio 2007 l'assemblea straordinaria ha approvato la variazione della denominazione della società in Atlantia S.p.A..

#### Controllo
Nel marzo 2007 la partecipazione di Edizione in Schema28 (60%) passa a Sintonia S.A., nuova holding indipendente di partecipate, controllata dalla famiglia Benetton. Il 28 giugno 2007 gli azionisti di Schema28 rinnovano i patti parasociali, a seguito dei quali Sintonia assume il controllo indiretto su Atlantia.
Tuttavia (anche per via della mancata fusione), già il 29 gennaio 2008 Abertis annuncia di voler esercitare i propri diritti di liquidazione per uscire da Schema28. In seguito a ciò, il 15 febbraio  tutti gli azionisti hanno esercitato il diritto di recesso, comportando il 25 giugno la distribuzione di tutte le quote Atlantia di Schema28 agli azionisti (Sintonia, Unicredit, Ass. Generali, CRT e Abertis). Sintonia riceve una quota del 30,06%, al quale si aggiunge una quota del 7,56% acquistata individualmente, e rimane l'azionista di riferimento.
Anche per rafforzare la quota in Atlantia in seguito a questa scissione, già a gennaio 2008 i Benetton aprono il capitale di Sintonia S.A. a soci terzi (mantenendo la maggioranza), ovvero Goldman Sachs, Mediobanca e GIC (fondo sovrano di Singapore). Il 1 gennaio 2009 Sintonia rientra nel gruppo Edizione. Il 27 giugno 2012, la società viene trasferita in Italia, per diventare Sintonia S.p.A.. Dal 2008 al 2015, grazie al capitale apportato dai soci di minoranza, Sintonia sale al 45,56% di Atlantia, e risulta essere partecipata da Edizione al 66,4%.
Nel dicembre 2014, i soci di Sintonia decidono la liquidazione della società, mediante attribuzione proporzionale ai soci delle partecipazioni. La scissione ha effetto il 16 giugno 2015. Edizione srl riceve una quota pari al 30,25% di Atlantia, e rimane l'azionista di riferimento.

#### Acquisizioni
Nel corso del 2013 è stata portata a conclusione la fusione per incorporazione di Gemina S.p.A. in Atlantia: Gemina, già partecipata dai Benetton attraverso Sintonia, è azionista di maggioranza della società Aeroporti di Roma S.p.A. (ADR). L'aggregazione porta Atlantia nel settore della gestione aeroportuale, acquisendo la gestione degli aeroporti di Ciampino e Fiumicino. La presenza nel settore aeroportuale si è consolidata nel 2016, con l'acquisizione (assieme ad ADR) di "Aéroports de la Côte d'Azur", la società che controlla gli aeroporti di Nizza, Cannes-Mandelieu e Saint Tropez.
Nel 2017 Atlantia annuncia la decisione di promuovere un'OPA (offerta pubblica d'acquisto) sulla totalità delle azioni emesse da Abertis Infraestructuras S.A.. A ottobre 2017, la Comisión Nacional del Mercado de Valores autorizza l'OPA. Dopo poco più di una settimana il gruppo ACS lancia una contro OPA per la conquista della società spagnola (di cui è primo azionista). Nel marzo 2018 Atlantia e ACS (assieme alla controllata Hochtief) raggiungono un accordo per presentare un'offerta congiunta per il controllo di Abertis. L'operazione viene perfezionata a ottobre 2018, con "Abertis HoldCo S.A." (partecipata da Atlantia al 50% + 1 azione) che acquisisce il 98,7% del capitale di Abertis. Atlantia e ACS hanno investito complessivamente 16,5 miliardi di euro, di cui 6,9 miliardi di capitale proprio.
Come parte dell'accordo su Abertis, Atlantia ha anche acquistato da ACS il 23,9% di Hochtief (controllata di ACS) per 2,4 miliardi di euro.
Nel marzo 2018 Atlantia acquisisce inoltre il 15,49% di Getlink, la società che controlla l'Eurotunnel che attraversa il canale della Manica.

### Disastro ponte Morandi
La società affronta un periodo critico dopo il crollo, il 14 agosto 2018, del viadotto Polcevera a Genova (noto anche come ponte Morandi) che provoca 43 morti e 566 sfollati. Scoppia infatti la polemica sulle concessioni date a suo tempo alla società controllata Autostrade per l'Italia. Il Movimento 5 Stelle, parte della maggioranza di governo, chiede la revoca della concessione. A settembre 2019 Giovanni Castellucci si dimette dai ruoli di amministratore delegato e direttore generale di Atlantia e nello stesso CDA del 17 settembre 2019 Giancarlo Guenzi viene nominato Direttore Generale, con attribuzione di ampi poteri precedentemente di competenza di Castellucci.
Il 13 gennaio 2020 Carlo Bertazzo, che siede nel Consiglio di Amministrazione di Atlantia S.p.A. dall’aprile del 2013, è nominato amministratore delegato di Atlantia. Nello stesso periodo Moody's, Fitch e Standard and Poor's tagliano il rating di Atlantia a livello junk (spazzatura).
In relazione ai rating di sostenibilità, fin dal luglio 2014 Atlantia aveva un basso rating da parte di Standard Ethics pari a "E" su una scala da F a EEE nell’ambito dello SE Italian Index. Venne ulteriormente ridotto a "E-" il 10 ottobre 2019 in relazione alla gestione successiva al crollo del ponte Morandi, per poi essere definitivamente sospeso con comunicato stampa del 22 settembre 2022.
Nel corso degli anni la società però ha ricevuto diversi riconoscimenti in tema di sviluppo sostenibile ottenendo nel 2022 il rating A da Carbon Disclosure Project (Cdp), un punteggio di 73 da parte di Moody’s e registrando un miglioramento del proprio rating da "BBB" ad "AA" nell’indice Msci Esg. Nel 2022 l’azienda è stata inoltre inclusa nel Gender Equality Index di Bloomberg (GEI).

### Cessione di Autostrade per l'Italia
Il 31 maggio 2021 l'assemblea societaria di Atlantia ha deliberato (con l'88,06% di soci favorevoli) la vendita di Autostrade per l'Italia a una cordata guidata dal gruppo Cassa depositi e prestiti. Il prezzo è di 9,1 miliardi, di cui otto vanno ad Atlantia (la holding posseduta al 30% dalla famiglia Benetton), il resto al colosso tedesco delle assicurazioni Allianz e al fondo sovrano cinese Silk Road Fund.

### Offerta pubblica di acquisto e delisting
A inizio aprile 2022 il finanziere spagnolo Florentino Pérez (azionista al 50% meno un’azione della società di trasporti Abertis, detenuta a maggioranza da Atlantia) unitamente ai due fondi di private equity Global Infrastructure Partners e Brookfield Infrastructure Partners, avanza l’ipotesi di un'Offerta Pubblica di Acquisto (OPA) su Atlantia.
La famiglia Benetton, in cordata con il fondo statunitense Blackstone, a metà aprile annuncia un'OPA difensiva, così da preservare il gruppo da possibili controffensive finanziarie, come quella promossa da Pérez. Questa offerta pubblica di acquisto prende avvio il 10 ottobre 2022, con un'offerta di 23 euro per azione e un importo di 19 miliardi. L'operazione viene lanciata da Schema Alfa, società veicolo controllata da Schemaquarantadue S.p.A., a sua volta partecipata al 65% dalla holding Edizione (presieduta da Alessandro Benetton) e al 35% dal fondo americano di private equity Blackstone. L'OPA riguarda la totalità delle azioni di Atlantia non detenute da Edizione, pari quindi al 66,9% del capitale, essendo il 33,1% in mano a Edizione. L’operazione si conclude a novembre 2022, con Schema Alfa che giunge a detenere il 95,933% di Atlantia, escluse le azioni proprie.
Il nuovo assetto azionario della holding si presenta composto da Edizione per circa il 57%, da Blackstone per circa il 37,8% (tramite un fondo open end) e da Fondazione CRT per le restanti quote.
Il 9 dicembre 2022 vengono revocate le quotazioni delle azioni Atlantia da Piazza Affari, uscendo quindi dalla Borsa dopo 35 anni di permanenza.

## Azionariato
L’azionariato della società è il seguente:
- Edizione S.p.A. (Mediante Sintonia S.p.A): 57%
- Blackstone: 37,8%
- Fondazione Cassa di Risparmio di Torino: 5,2%[51]

## Principali società del gruppo
- Abertis HoldCO (50%)[52] [53] [54]
- Aeroporti di Roma S.p.A. (99%)
- Telepass S.p.A. (51%)
- Yunex Traffic (100%)
- Aeroporto di Bologna
- Aéroports de la Côte d'Azur (64%)
- Sanef (100%)

## Principali partecipazioni finanziarie
- Getlink (Eurotunnel) - Parigi - 15,49%

## Dati economici e finanziari
- Nel 2016 il gruppo ha registrato un fatturato di 5,4 miliardi di €, Ebitda di 3,3 miliardi, cash flow di 2,4 miliardi. La capitalizzazione è di 18,4 miliardi.[55][56]
- Nel 2017 i ricavi del gruppo hanno raggiunto 5,97 miliardi di € con un aumento del 9%, l'Ebitda i 3,6 miliardi di € (+6%), l'utile 1,1 miliardi (+4%). Cash flow di 2,5 miliardi, capitalizzazione di 21,7 miliardi. I ricavi da pedaggi sono aumentati del 5% a 4,19 miliardi.[38][57]
- Nel 2018 i ricavi registrati sono di 11 miliardi di € con un Ebitda di 7,3 miliardi di € (Dati economici pro-forma 2018, che includono il consolidamento del gruppo Abertis per 12 mesi) con un utile netto di 818 milioni di €.